# Can Font de la Muntanya
Can Font de la Muntanya és un conjunt d'edificis del municipi de Sant Julià de Ramis (Gironès) protegit com a bé cultural d'interès local. És un conjunt format entorn d'un pati tancat, amb entrada a migjorn a través d'una porta solar amb una finestra al damunt de llinda plana inscrita (1561), guardapols recte i motllures de quart de canya i escairades. Hi ha diferents cossos construïts en èpoques diferents.

## Descripció
El cos de l'entrada, cobert a doble vessant, és de planta baixa i pis. A més de la porta hi ha una finestra cantonera de trencallums quadrat i llinda plana inscrita (1612). A l'oest, perpendicularment a la façana hi ha un cos de planta baixa i pis a una vessant i amb dues finestres de llinda plana (1595-1615). Té una volada de teules de 7 filades, alternant de serra planes i de teula girada. Adossat a aquest cos n'hi ha un altre d'una sola vessant, de planta baixa i pis i badius d'arcs rebaixats (2 a l'est i dos a sud), finestra de llinda plana i dos contraforts al mur sud. L'aparell és maçoneria vista i a la resta de la casa és arrebossada. Els murs del pati són del segle xix. Hi ha un rellotge de sol esborrat damunt un arrebossat d'estuc de pedres.

## Història
S'hi observen diverses dates. A la llinda porta entrada hi diu "J H S RAFEL GUILLVHIETA FETZ LA FINESTRA 1561". A la llinda de les finestres cantoneres s'hi pot llegir " 1 MIGUEL 6 - 1 GUILLA 2", i a la llinda de les finestres de l'ala oest hi ha escrit "1595" i "1615".